# Natație la Jocurile Olimpice de vară din 2020 - 4x100 m mixt ștafetă (masculin)
Proba de 4x100 de metri mixt ștafetă masculin de la Jocurile Olimpice de vară din 2020 a avut loc în perioada 30 iulie-1 august 2021 la Tokyo Aquatics Centre.

## Recorduri
Înaintea acestei competiții, recordurile mondiale și olimpice erau următoarele:
| Record  | Atlet                            | Timp    | Loc                      | Data           |
| ------- | -------------------------------- | ------- | ------------------------ | -------------- |
| Mondial | Statele Unite ale Americii (USA) | 3:27,28 | Roma, Italia             | 2 august 2009  |
| Olimpic | Statele Unite ale Americii (USA) | 3:27,95 | Rio de Janeiro, Brazilia | 13 august 2016 |

## Program
Orele sunt ora Japoniei (UTC+9) 
| Data                    | Timp  | Etapă      |
| ----------------------- | ----- | ---------- |
| Vineri, 30 iulie 2021   | 21:10 | Calificări |
| Duminică, 1 august 2021 | 11:36 | Finala     |

## Rezultate

### Calificări
Echipele cu cei mai buni opt timpi s-au calificat în finală.
| Loc | Serie | Culoar | Țară                       | Înotători | Timp    | Note            |
| --- | ----- | ------ | -------------------------- | --- | ------- | --------------- |
| 1   | 1     | 5      | Italia                     | Thomas Ceccon (53,20) Nicolò Martinenghi (57,94) Federico Burdisso (51,46) Alessandro Miressi (47,42)               | 3:30,02 | C               |
| 2   | 2     | 4      | Marea Britanie             | Luke Greenbank (53,79) James Wilby (59,16) James Guy (50,77) Duncan Scott (47,75)                                   | 3:31,47 | C               |
| 3   | 2     | 5      | COR                        | Grigoriy Tarasevich (53,20) Anton Chupkov (59,55) Mikhail Vekovishchev (51,20) Vladislav Grinev (47,71)             | 3:31,66 | C               |
| 4   | 1     | 6      | China                      | Xu Jiayu (52,82) Yan Zibei (58,32) Sun Jiajun (51,81) He Junyi (48,77)                                              | 3:31,72 | C               |
| 5   | 2     | 3      | Japonia                    | Ryosuke Irie (53,20) Ryuya Mura (59,62) Naoki Mizunuma (51,42) Katsumi Nakamura (47,78)                             | 3:32,02 | C               |
| 6   | 1     | 3      | Australia                  | Mitch Larkin (53,46) Zac Stubblety-Cook (59,11) David Morgan (51,97) Kyle Chalmers (47,54)                          | 3:32,08 | C               |
| 7   | 1     | 4      | Statele Unite ale Americii | Hunter Armstrong (53,51) Andrew Wilson (59,20) Tom Shields (51,33) Blake Pieroni (48,25)                            | 3:32,29 | Q               |
| 8   | 1     | 1      | Canada                     | Markus Thormeyer (53,66) Gabe Mastromatteo (59,97) Joshua Liendo (50,92) Yuri Kisil (47,82)                         | 3:32,37 | C               |
| 9   | 1     | 2      | Polonia                    | Kacper Stokowski (54,67) Jan Kozakiewicz (59,24) Jakub Majerski (50,66) Jakub Kraska (48,05)                        | 3:32,62 | Record național |
| 10  | 2     | 2      | Franța                     | Yohann Ndoye Brouard (52,77) Antoine Viquerat (59,94) Léon Marchand (52,05) Mehdy Metella (48,65)                   | 3:33,41 |                 |
| 11  | 2     | 7      | Germania                   | Marek Ulrich (54,52) Lucas Matzerath (58,70) Marius Kusch (52,38) Damian Wierling (48,48)                           | 3:34,08 |                 |
| 12  | 1     | 7      | Belarus                    | Mikita Tsmyh (55,50) Ilya Shymanovich (58,20) Yauhen Tsurkin (52,38) Artsiom Machekin (48,74)                       | 3:34,82 |                 |
| 13  | 1     | 8      | Ungaria                    | Richárd Bohus (53,51) Tamás Takács (1:00,57) Hubert Kós (51,94) Péter Holoda (48,89)                                | 3:34,91 |                 |
| 14  | 2     | 1      | Grecia                     | Eyaggelos Makrygiannis (54,07) Konstadinos Meretsolias (1:00,62) Andreas Vazaios (53,36) Apostolos Christou (48,23) | 3:36,28 |                 |
| 15  | 2     | 6      | Brazilia                   | Guilherme Guido (54,11) Felipe Lima Vinicius Lanza Marcelo Chierighini                                              | DS      |                 |
| 15  | 2     | 8      | Lituania                   | Danas Rapšys (54,71) Andrius Šidlauskas Deividas Margevičius Simonas Bilis                                          | DS      |                 |

### Finala
| Loc | Culoar | Țară                       | Înotători                                                                                             | Timp    | Note               |
| --- | ------ | -------------------------- | --- | ------- | ------------------ |
| 1   | 1      | Statele Unite ale Americii | Ryan Murphy (52,31) Michael Andrew (58,49) Caeleb Dressel (49,03) Zach Apple (46,95)                  | 3:26,78 | Record mondial     |
| 2   | 5      | Marea Britanie             | Luke Greenbank (53,63) Adam Peaty (56,53) James Guy (50,27) Duncan Scott (47,08)                      | 3:27,51 | Record continental |
| 3   | 4      | Italia                     | Thomas Ceccon (52,52) Nicolò Martinenghi (58,11) Federico Burdisso (51,07) Alessandro Miressi (47,47) | 3:29,17 |                    |
| 4   | 3      | COR                        | Evgeny Rylov (52,82) Kirill Prigoda (59,06) Andrey Minakov (50,31) Kliment Kolesnikov (47,03)         | 3:29,22 |                    |
| 5   | 7      | Australia                  | Mitch Larkin (53,19) Zac Stubblety-Cook (58,67) Matthew Temple (50,78) Kyle Chalmers (46,96)          | 3:29,60 |                    |
| 6   | 2      | Japonia                    | Ryosuke Irie (53,05) Ryuya Mura (58,94) Naoki Mizunuma (50,88) Katsumi Nakamura (47,04)               | 3:29,91 | Record continental |
| 7   | 8      | Canada                     | Markus Thormeyer (53,69) Gabe Mastromatteo (59,67) Joshua Liendo (51,02) Yuri Kisil (48,04)           | 3:32,42 |                    |
| 8   | 6      | China                      | Xu Jiayu (52,77) Yan Zibei (58,35) Sun Jiajun He Junyi                                                | DS      |                    |